# Corina Casanova
Corina Casanova (Ilanz, 4 januari 1956) is een Zwitserse politica. Ze was van 1 januari 2008 tot eind 2015 bondskanselier van Zwitserland. Zij is lid van de Christendemocratische Volkspartij.
Casanova begon haar loopbaan als advocaat in de praktijk van de latere voorzitter van het Zwitserse Hooggerechtshof Giusep Nay. Tevens was ze afgevaardigde van het Rode Kruis in Zuid-Afrika, Angola, Nicaragua en El Salvador. Ze was ook ambtenaar en adviseur van twee leden van de Bondsraad, namelijk Flavio Cotti en Joseph Deiss.
In augustus 2005 werd ze benoemd tot vice-kanselier. Vervolgens werd ze in december 2007, naar aanleiding van de Zwitserse Bondraadsverkiezingen van 2007 verkozen tot Bondskanselier van Zwitserland, een functie die ze uitoefende van 1 januari 2008 tot 31 december 2015. In maart 2008 werd ze door de Zwitserse Bondsraad aangewezen als lid van de parlementaire commissie voor 'elektronische overheid' in Zwitserland.
Casanova spreekt zeven talen: Reto-Romaans, Duits, Frans, Italiaans, Engels, Spaans en Zwitserduits.